# Walter Meidt
Walter Meidt (* 4. Januar 1908 in Gardelegen; † 15. Oktober 1929 in Hannover) war ein deutscher Polizeibeamter.

## Leben
Der im Deutschen Kaiserreich geborene und zur Zeit der Weimarer Republik bei der Polizei zum Polizeiwachtmeister ausgebildete Walter Meidt beschützte am 15. Oktober 1929 eine Versammlung von Nationalsozialisten und wurde während der Veranstaltung bei einer Straßenschlacht getötet. Nach anderen Angaben war Meidts Sterbedatum am 14. Oktober 1929.

## Meidtstraße
Nach der Machtergreifung im Jahr 1933 benannten die Nationalsozialisten die 1919 angelegte und ursprünglich nach dem jüdischen Bankier, Geheimen Kommerzienrat und Aufsichtsratsvorsitzenden der Lindener Eisen- und Stahlwerke sowie der Continental-Gummi-Werke AG benannte Bernhard-Caspar-Straße im hannoverschen Stadtteil Linden-Mitte um in Meidtstraße. Nach der Befreiung Hannovers durch amerikanische Truppen erhielt der Straße unter den Britischen Militärbehörden schon 1945 wieder ihre ursprüngliche Bezeichnung.

## Gedenkstein
2019 veranstaltete die Polizeidirektion Hannover in der Alten Kantine der Polizeidirektion in der Waterloostraße 9 eine Ausstellung mit dem Titel Freunde – Helfer – Straßenkämpfer: Die Polizei in der Weimarer Republik. Während der Führungen durch Polizisten über das Gelände wurde den Besuchern unter anderem der Gedenkstein für Walter Meidt auf dem Polizeigelände gezeigt.